# Hôpital militaire de Aïn Naâdja
L'hôpital militaire d'Aïn Naâdja, officiellement hôpital Mohamed Seghir Nekkache, appelé couramment Aïn Naâdja (du nom du quartier où il est situé), est un hôpital militaire et universitaire algérien situé à Kouba, dans la banlieue sud-est d'Alger, en Algérie. Inauguré en 1987, l'établissement s'étend sur 120 ha. Il est l'un des meilleurs établissements d'Afrique.

## Historique
L'idée de construire un hôpital militaire  remonte à 1972. Houari Boumédiène voulait un hôpital moderne, doté de 1 200 lits et toutes les commodités pour soigner militaires algériens et chefs d'État d'Afrique et d'Asie. Alger était alors la Mecque des révolutionnaires. Faute de financement, le projet est abandonné. 
En 1981, Chadli Bendjedid autorise la construction de l'hôpital. Confiés à une filiale du groupe français Bouygues, les premiers travaux commencent en 1984, l'établissement est livré trente-quatre mois plus tard. Le 27 février 1987, l'hôpital est inauguré par le président Chadli Bendjedid, les premiers patients ont déjà été pris en charge par les médecins qui officiaient auparavant à l'hôpital militaire Maillot.

## Activités
L'hôpital a pour mission principale de dispenser des soins hautement spécialisés par l'emploi de techniques modernes et par la mise en place d'organes de gestion appropriés. Il fonctionne comme centre de diagnostic, de traitement et d'expertise médicale. Il abrite les services suivants :
- service de neurochirurgie
- service de chirurgie générale
- service de chirurgie orthopédique
- service de chirurgie cardiovasculaire
- service de chirurgie thoracique
- service de chirurgie urologique
- service de chirurgie pédiatrique
- service de gynécologie obstétrique
- service de médecine et chirurgie dentaire
- service de médecine interne
- service des maladies infectieuses (relève du service de médecine interne)
- service de cardiologie
- unité d'exploration cardiologique (relève du service de cardiologie)
- service de gastro-entérologie
- service d'anesthésie-réanimation
- service de pneumo-allergologie
- service de néphrologie
- service d'hémodialyse et rein artificiel
- service d'endocrinologie
- service de rhumatologie (relève du service de médecine interne)
- service de neurologie
- unité d'exploration neurophysiologique (relève du service de neurologie)
- service de psychiatrie
- service de dermatologie
- service de pédiatrie
- service de néonatalogie
- service d'hématologie
- service de carcinologie médicale
- service de radiodiagnostic
- service de médecine nucléaire
- service des urgences
- service de rééducation fonctionnelle
- service d'oxygénothérapie hyperbare
- service d'hygiène hospitalière et de protection de l’environnement
- service de diététique et de l'hygiène alimentaire
- service de médecine du travail et de la sécurité professionnelle
- service des consultations externes
- service d'anatomo-pathologie
- service de laboratoire de biochimie
- service de laboratoire de bactériologie
- service de laboratoire d’hématologie
- service de laboratoire d'immunologie
- service de laboratoire de parasitologie
- service de laboratoire de toxicologie (relève du service de laboratoire de biochimie)
- unité de laboratoire d’endocrinologie (relève du service de laboratoire de biochimie)
- service de la pharmacie interne
- unité de greffe d'organes
- bloc opératoire central

Chaque spécialité hospitalière dispose de chambres dites « VIP », réservées aux personnalités.
L'hôpital militaire d'Aïn Naadja participe et contribue à l'enseignement universitaire et post-universitaire dans les domaines de la médecine, de la pharmacie et de la médecine dentaire ainsi qu'à la formation du personnel paramédical et aux travaux hospitalo-universitaires au profit des élèves officiers médecins et étudiants en médecine, il en est de même avec des actions de médecine préventive et d'éducation sanitaire. Il entreprend et participe également à des travaux de recherche scientifique, notamment en matière de médecine, de pharmacie et de médecine dentaire.
En 2020, dans le cadre de la lutte contre la pandémie de Covid-19, l'hôpital s'est doté d'une unité de consultation et d'hospitalisation spécialisée.